# Barbara Ertl
Barbara Ertl (Benediktbeuern, 27 gennaio 1982) è un'ex biatleta tedesca naturalizzata italiana.

## Biografia
Nata a Benediktbeuern, in Germania, nel 1982, ha iniziato a gareggiare nel biathlon per i colori tedeschi.
Nel 2006, a 24 anni, si è trasferita in Italia, dopo aver sposato un ragazzo altoatesino, e ha cominciato a partecipare alle competizioni con i colori azzurri.
Nello stesso anno ha preso parte ai Giochi olimpici di Torino 2006, nelle gare di 15 km e di staffetta 4x6 km, chiudendo rispettivamente 38ª in 55'30"0 e 12ª in 1h22'42"7 (insieme a Michela Ponza, Nathalie Santer e Saskia Santer).
Ai Campionati italiani ha vinto 1 oro, 1 argento e 1 bronzo tra sprint e inseguimento.
Si è ritirata dall'attività agonistica nel 2009, a 27 anni.